# Famille Anspach
Pour les articles homonymes, voir Anspach.
La famille Anspach, établie à Bruxelles au début du XIXe siècle, est originaire de Genève, ville dont elle avait acquis la bourgeoisie en 1779, et plus anciennement de Schwabenheim (Souabe, Bade-Wurtemberg).
À cette famille appartiennent :
- Johann Wilhelm Anspach (c.1640-c. 1726), bourgmestre de Schwabenheim an der Selz.
- Isaac Salomon Anspach, senior (1708-1757), pasteur au Désert puis fabricant de bas de soies à Genève.
- Isaac Salomon Anspach, junior (1746-1825), pasteur protestant.
- Dorothée (Dorine) Anspach, lectrice et gouvernante de la princesse Louise, duchesse de Saxe-Gotha, née à Genève le 23 juillet 1777 et morte à Gotha en 1835, épousa le baron Édouard von Seebach, chambellan du prince d'Altenburg, né en 1749 et mort à Gotha en 1850 à l'âge de 101 ans. Dorothée (Dorine) Anspach a été anoblie[1] par le prince d'Altenburg le 22 juin 1814. Elle a traduit plusieurs livres de l'allemand vers le français.
- François Anspach, (1784-1858), banquier et homme politique.
- Jules Anspach (1829-1879), bourgmestre de Bruxelles.
- Edouard Anspach (1831-1902), Ministre plénipotentiaire de Belgique à Rio, Stockholm, Lisbonne et Madrid.
- Eugène Anspach (1833-1890), homme politique et financier.
- Paul Anspach (1882-1981), escrimeur.
- Louis Anspach (1795-1873), peintre miniaturiste suisse, fils de Pierre Marc Anspach et Louise Lagier ; petit-fils d'Isaac Salomon Anspach, senior (1708-1757), et Françoise Leynardier.
- Nicolas Anspach, éditeur et critique (1974 - ...)

## Galerie de portraits

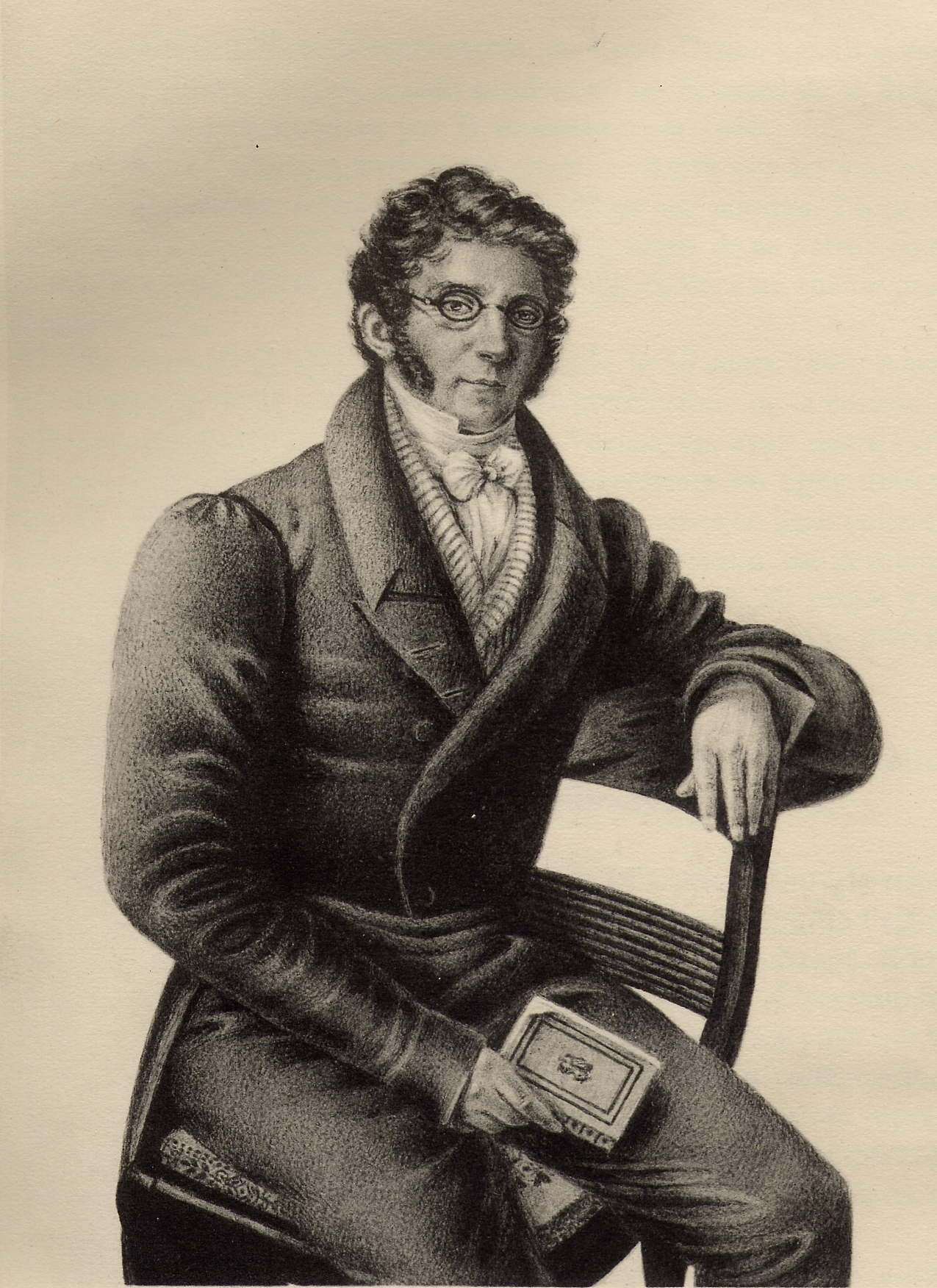
François Anspach
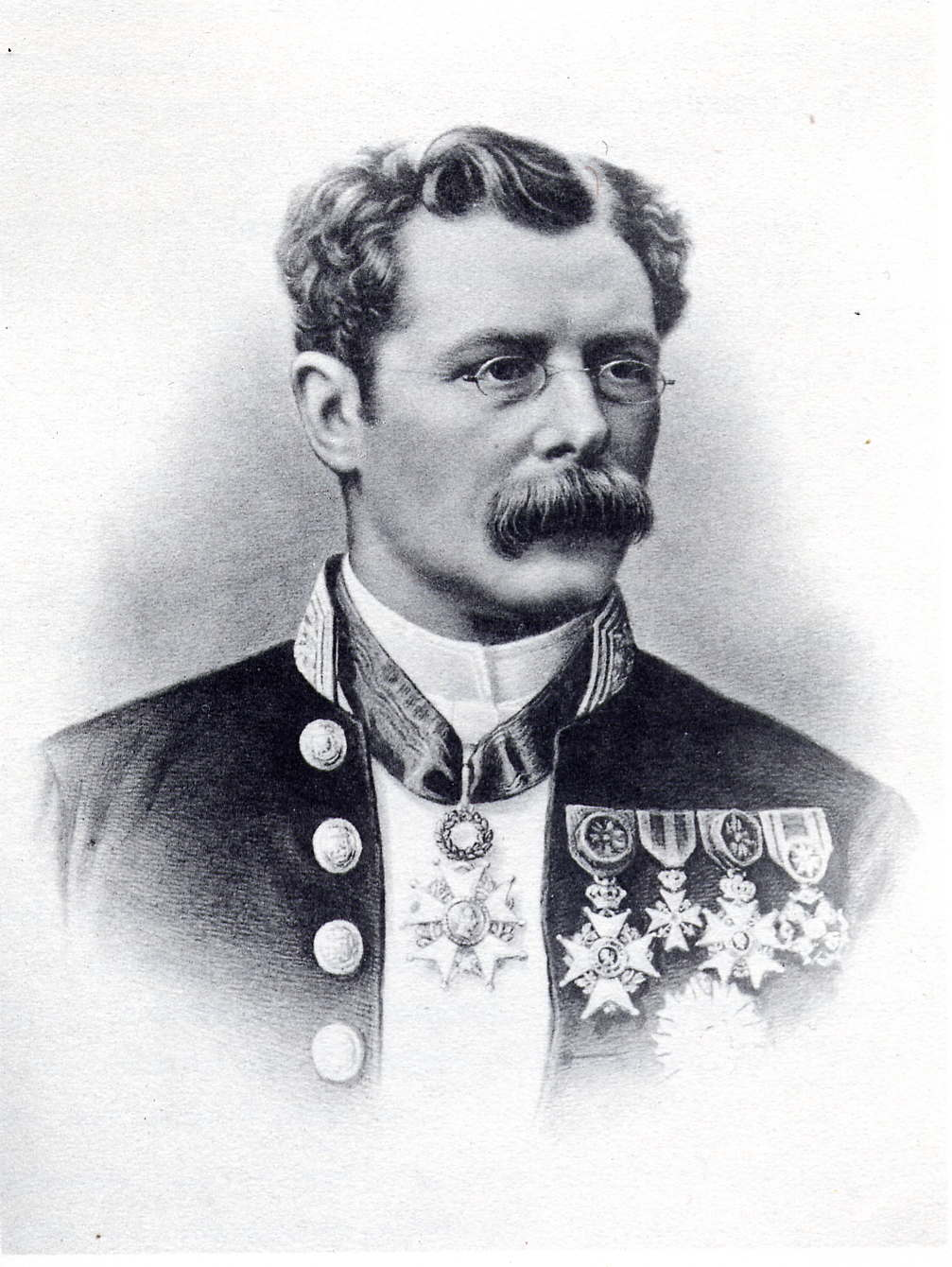
Jules Anspach
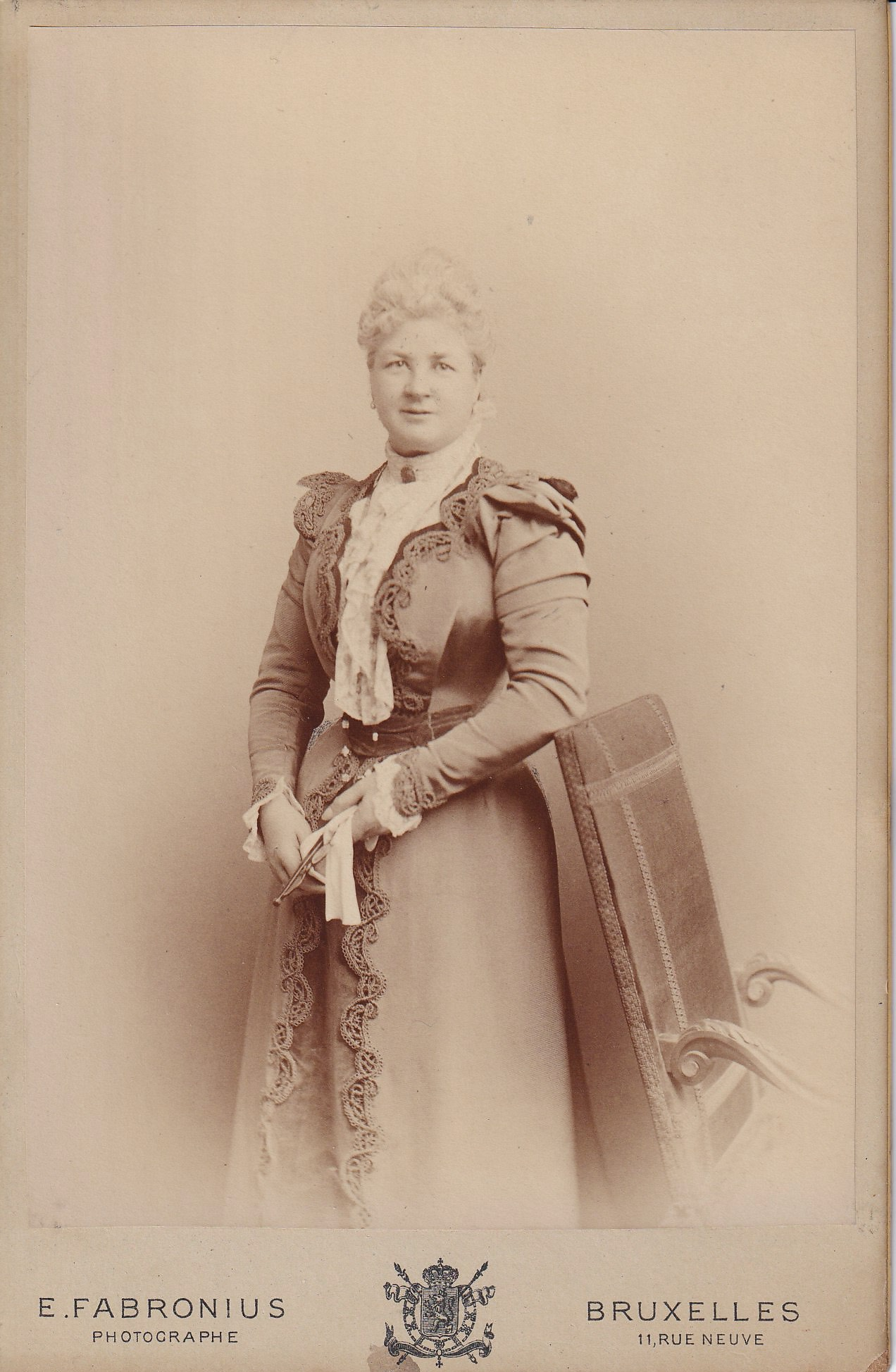
Marguerite Anspach, épouse de Jules Van Dievoet
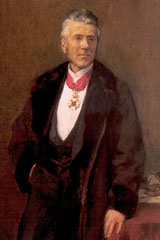
Eugène Anspach
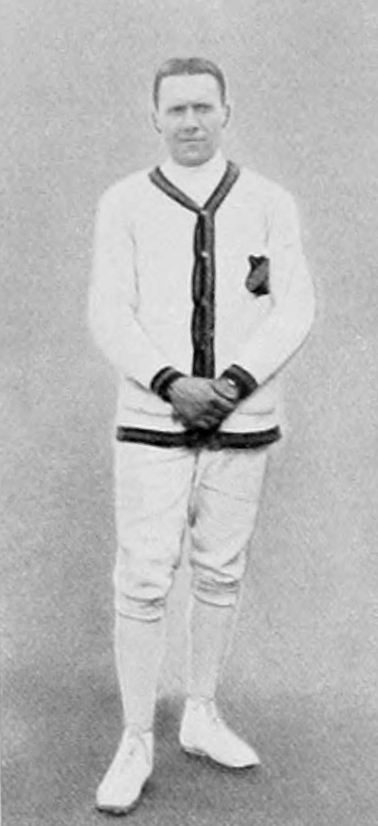
Paul Anspach

## Généalogie
I.  Isaac Salomon Anspach (1708-1757), pasteur calviniste "dans le désert", puis fabricant de bas à Genève, épousa Françoise Leynardier (1710-1761). Dont :
1) Anne Marie Anspach, baptisée le 5 mai 1741 à Genève au temple de la Madeleine, morte à Genève le 13 mars 1808, épousa le 9 juin 1771 Jean David Dormont, fondeur, né en 1740.
2) Jean Louis Anspach, né et baptisé à Genève en 1744 au temple de la Madeleine, épousa Jeanne Marie Audibert, dont : 
a) Amédée Anspach, né à Genève le 22 avril 1770, mort à Londres en 1823, pasteur de l'Église Wallonne à Terre-Neuve et à Londres.
3) Isaac Salomon Anspach (1746-1825), qui suit sous II.
4) Jacques Anspach, né à Genève en 1747, avocat à Paris, épousa Marie Petit.
5) Pierre Marc Anspach, émailleur, actif comme émailleur à Paris, en 1782-1789, rue de la Calandre, fabricant de cadrans d'horlogerie, né à Genève le 11 novembre 1755, mort à Chêne-Bougeries le 10 janvier 1837, épousa en premières noces le 7 février 1787, Esther Ferrier, et en secondes noces, Louise-Antoinette Lagier, née en 1767. Dont du second mariage :
a) Jean Antoine Anspach, né le 13 juillet 1790 à Genève, et mort en sa ville natale le 24 novembre 1872, horloger, épousa à Genève le 2 juillet 1816, Judith Gabrielle Thill (1785-1850).
b) Louis Anspach, peintre miniaturiste.
II. Isaac Salomon Anspach, junior, pasteur calviniste, procureur général de la République de Genève, épousa à Genève le 11 août 1776, Dorothée Gabrielle Aimée Papet, originaire de Vuarier, (1753-1811). Ils eurent :
1) Dorothée (Dorine) Anspach, lectrice et gouvernante de la princesse Louise, duchesse de Saxe-Gotha, née à Genève le 23 juillet 1777 et morte à Gotha en 1835, épousa le Baron Édouard von Seebach, chambellan du prince d'Altenburg, né en 1749 et mort à Gotha en 1850 à l'âge de 101 ans. Dorothée (Dorine) Anspach a été anoblie par décret du 22 juin 1814. Elle est l'auteur de la traduction de plusieurs livres de l'allemand en français.
2) Un fils mort en 1780 à Genève.
3) Gaspard Isaac Jules Anspach, horloger à Genève, produit des montres à répétition et montres fantaisie, né à Genève le 1er mai 1781 et mort à Cartigny le 9 octobre 1814.
4) François Anspach, né à Bruxelles le 8 octobre 1784 et mort le 8 juin 1858, député, négociant et banquier, épousa Mélanie Honnorez (1807-1851), parents de Jules Anspach, bourgmestre de Bruxelles
5) Catherine Élisabeth Anspach, née à Genève le 11 juillet 1792 et morte en sa ville natale en 1841, fut longtemps attachée à la cour de Gotha, auprès de sa sœur, où elle s'occupa de l'éducation littéraire du jeune prince d'Altenbourg.

## Héraldique
| Armoiries | Armoiries |
| --------- | --- |
|           | Blasonnement:Coupé d'argent et d'azur, à la fasce de sable, accompagnée en chef d'un dextrochère mouvant d’un nuage le tout au naturel, brandissant 7 épis de blé d'or, et en pointe de 3 fers de lance d’argent, tournés vers la pointe. Supports : deux lions à dextre et senestre. Timbre : une couronne d'or fourrée de gueules. |

## Pour approfondir